# Bad as Me
Bad as Me — сімнадцятий студійний альбом автора-виконавця Тома Вейтса, виданий 2011 року. Перший за останні сім років (з моменту виходу Real Gone) студійний альбом Вейтса, що складається повністю з нового матеріалу. Про запис було оголошено 24 лютого 2011 року на офіційному сайті Тома. 23 серпня в інтернеті з'явилася перша, однойменна пісня з майбутнього альбому, а цілком Bad as Me вийшов у жовтні, отримавши позитивні відгуки. У записі брали участь Кіт Річардс та Флі.

## Вихід альбому
Чутки про швидкий вихід Bad as Me максимально зросли 16 серпня 2011 року і тоді, через тиждень, Вейтс записав відео, в якому розповів про новий альбом. 23 серпня воно стало доступне для перегляду на YouTube. Слідом за відео послідувала пісня «Bad as Me» і, нарешті, прес-реліз. 17 жовтня, за 4 дні до виходу, Bad as Me можна було послухати в прямому ефірі на сайті співака. Новий альбом вийшов у трьох форматах: звичайний CD та 32-сторінковий буклет, подарункове видання з двох CD (на першому власне Bad as Me, на другому — три додаткових пісні) та 40-сторінковий буклет, а також 180-грамова платівка і диск з текстами пісень.

## Відгуки критиків
Bad as Me отримав широке визнання у критиків. На сайті Metacritic він отримав середній бал 88, на основі 40 відгуків, відзначаючи «загальне визнання». Том Юрек з Allmusic описав альбом як «звуковий портрет всіх місць, де подорожував та записувався автор, який, сам по собі, випромінює світло та доставляє задоволення» і дав йому 4 зірки з 5. Аманда Петрусіч з Pitchfork зазначила новизну та професіоналізм редагування треків, поставивши 8.1 з 10. Daily Telegraph оцінив його, як «заряджений неспокійною та багато зітканою енергією», поставивши альбому 5 зірок з 5. Майкл Вілер з Drowned in Sound похвалив стиль Bad as Me, назвавши його «тим, який радує, страхітливим, слізливим та тим, який продирається до кісток» і поставив оцінку 9 з 10. Енді Гілл з The Independent дав альбому найвищу оцінку. Дейв Сімпсон з The Guardian поставив 4 з 5, зазначивши лірику, «як і завжди, талановиту й непередбачувану». Джессі Катальдо з Slant Magazine дав альбому 4 зірки з 5, Ден Вайсс з Spin — 8 з 10. Ендрю Мюллер з Uncut закінчив захоплену рецензію словами: «Bad as Me — закличний голос вельми впевненого в собі художника на буйне вшанування власного міфу, цей альбом чудовий в багатьох аспектах».
Журнал Uncut поставив альбом на 13 місце у списку «50 найкращих альбомів 2011 року», в аналогічному списку журналу Mojo Bad as Me зайняв 9 місце.

## Список композицій
| #   | Назва                      | Тривалість |
| --- | -------------------------- | ---------- |
| 1.  | «Chicago»                  | 2:15       |
| 2.  | «Raised Right Men»         | 3:24       |
| 3.  | «Talking at the Same Time» | 4:14       |
| 4.  | «Get Lost»                 | 2:42       |
| 5.  | «Face to the Highway»      | 3:43       |
| 6.  | «Pay Me»                   | 3:14       |
| 7.  | «Back in the Crowd»        | 2:49       |
| 8.  | «Bad as Me»                | 3:10       |
| 9.  | «Kiss Me»                  | 3:41       |
| 10. | «Satisfied»                | 4:05       |
| 11. | «Last Leaf»                | 2:56       |
| 12. | «Hell Broke Luce»          | 3:57       |
| 13. | «New Year's Eve»           | 4:32       |

| Бонус-диск подарункового видання | Бонус-диск подарункового видання | Бонус-диск подарункового видання |
| #                                | Назва                            | Тривалість                       |
| -------------------------------- | -------------------------------- | -------------------------------- |
| 1.                               | «She Stole the Blush»            | 2:50                             |
| 2.                               | «Tell Me»                        | 3:43                             |
| 3.                               | «After You Die»                  | 2:47                             |

## Учасники запису
- Том Вейтс — вокал, гітара, фортепіано, перкусія, банджо
- Марк Рібо — гітара (1-8, 10-12)
- Клінт Мідген — саксофон (1, 3, 4, 8, 10, 12, 13)
- Кейсі Вейтс — барабани (1, 2, 4, 5, 7, 8, 10, 12)
- Девід Ідальго — гітара (3, 4, 6, 7, 12), скрипка (6), перкусія (7), акордеон , бас-гітара, бек-вокал (13)
- Бен Джефф — тромбон (1, 3, 4), бас-кларнет (1), туба (12, 13)
- Чарлі Мусселвайт — губна гармоніка (1, 2, 8, 10, 12)
- Патрік Воррен — клавішні (3-5, 10, 13)
- Джеймс Вітон — бас-гітара (3, 5-7, 11)
- Кіт Річардс — гітара (1, 10-12), вокал (11)
- Огі Мейерс — орган (2), фортепіано (3), акордеон (6)
- Джино Робер — перкусія (3, 5, 10), вібрафон (6)
- Ларрі Тейлор — гітара (1, 2), бас-гітара (1, 4)
- Кріс Греді — труба (3, 12, 13)
- Флі — бас-гітара (2, 12)
- Вілл Бернард — гітара (6, 12)
- Даун Хармс — скрипка (5)
- Маркус Шелді — бас-гітара (9)
- Лес Клейпул — бас-гітара (10)
- Зак Самнер — бас-гітара (13)